# Ester Pirami
Ester Pirami (Urbino, 8 dicembre 1890 – Pesaro, 19 settembre 1967) è stata una psichiatra e scrittrice italiana.

## Biografia
Nacque a Urbino nel 1890 da Alberto Pirami e Virginia Amidei. La famiglia si trasferì prima a Livorno, poi a Pescia e infine a Bologna dove Ester, nel 1914, si laureò in Medicina e Chirurgia con una tesi dal titolo “La motilità e i riflessi nel primo anno di vita”. Qualche anno più tardi, anche la sorella, Edmea Pirami, conseguì la stessa laurea col massimo dei voti per poi dedicarsi alla pediatria.
Ester intraprese la carriera ospedaliera e vinse subito un concorso come assistente in chirurgia.
Durante la prima guerra mondiale ebbe l'incarico di medico militare e andò in soccorso ai feriti del terremoto di Avezzano nel 1915 come volontaria.
Nel 1926, dopo aver conseguito la specializzazione in patologia coloniale, prestò servizio in un ospedale di Asmara e, dal 1932, fu all'ospedale psichiatrico di Pesaro. Esercitò la libera professione fino al 1967, quando fu costretta a ritirarsi per ragioni di salute. Il 19 settembre dello stesso anno morì a Bologna.

## Opere
Oltre ai contributi scientifici sulle riviste di settore, come Note e riviste di psichiatria, ha pubblicato due romanzi:
- Fiordineve : romanzo fantastico per ragazzi, Firenze, La voce, 1923.
- L'estrema offerta : romanzo, Milano, Casa Ed. Alpes, 1924.